# 2,2-ジフェニル-1-ピクリルヒドラジル
2,2-ジフェニル-1-ピクリルヒドラジル（略称：DPPH）は、有機化合物の一つ。安定な遊離ラジカル分子から成る暗色の結晶粉末である。DPPH は抗酸化能アッセイなどのラジカルの関与する化学反応と、電子スピン共鳴 (EPR) 信号の位置および強度の標準物質の二つの大きな実用・研究双方での用途がある。

## 物性と応用
DPPH は対称性と融点の異るいくつかの結晶をもつ。市販されている粉末は 130 °C 付近で融ける複数の相の混合物である。DPPH-I（融点 106 °C）は直方晶系、DPPH-II（融点 137 °C）はアモルファス、DPPH-III（融点 128–129 °C）は三斜晶系である。
DPPH は良く知られたラジカルであり、他のラジカルの捕捉剤（スカベンジャー）でもある。したがって、DPPH を加えて反応速度が低下する反応にはラジカルが関与していると言える。520 nm 付近に強い吸収帯を持つため、DPPHラジカル溶液は深紫色を呈し、中性化により無色または白っぽい黄色に変化する。この性質から反応を可視化することができ、また520 nm における吸光もしくは EPR 信号からラジカルの初期濃度とその変化を測定することもできる。
DPPH は効率的なラジカル捕捉剤であるため、強力なラジカル重合阻害剤でもある。

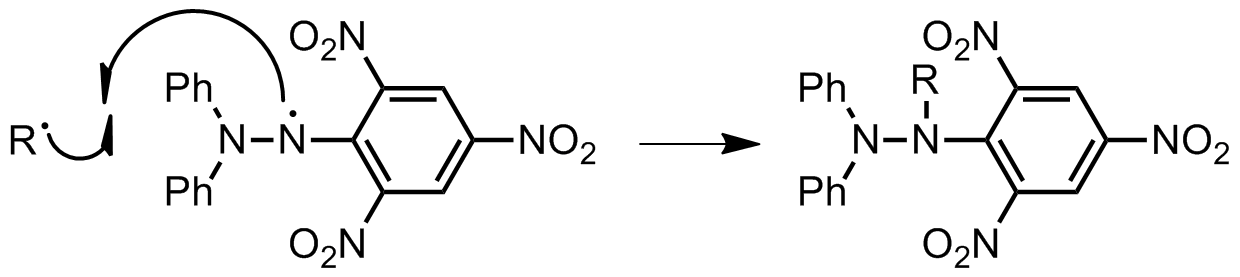
DPPH によるポリマー鎖 R の重合阻害

安定かつ特性のよく知られたラジカル源として、DPPHはEPR信号の位置 (gマーカー) および強度の標準物質として伝統的かつおそらく最も普及したものである。新鮮な試料を用いれば重量計測によりラジカル数を計数することができ、分裂因子を g = 2.0036 で校正することができる。DPPH の信号は通常一つのスペクトル線に集中し、強度もマイクロ波強度の自乗根に対して広い範囲で線形にスケールするため使い勝手が良い。DPPH ラジカルの希薄な性質（41原子あたり1不対スピン）の結果として、線幅は比較的小さい (1.5–4.7 G)。しかし、溶媒分子が結晶中に残った状態で高周波EPR(~200 GHz)により測定すると線幅は大きくなり、若干の g 異方性が検出できる。
DPPH は通常は常磁性固体であるが、0.3 K 付近の極低温まで冷却すると反強磁性状態に遷移する。この現象は1963年にアレクサンドル・プロホロフにより初めて報告された。